# Устроне-Морське (гміна)
Гміна Устроне-Морське (пол. Gmina Ustronie Morskie) — сільська гміна у північно-західній Польщі. Належить до Колобжезького повіту Західнопоморського воєводства.
Станом на 31 грудня 2011 у гміні проживало 3652 особи.

## Територія
Згідно з даними за 2007 рік площа гміни становила 57.27 км², у тому числі:
- орні землі: 57.00%
- ліси: 27.00%

Таким чином, площа гміни становить 7.89% площі повіту.

## Населення
Станом на 31 грудня 2011:
| Опис     | Загалом | Загалом | Чоловіки | Чоловіки | Жінки | Жінки |
| -------- | ------- | ------- | -------- | -------- | ----- | ----- |
| одиниця  | осіб    | %       | осіб     | %        | осіб  | %     |
| все      | 3652    | 100     | 1748     | 47.86    | 1904  | 52.14 |
| міське   | 0       | 100     | 0        |          | 0     |       |
| сільське | 3652    | 100     | 1748     | 47.86    | 1904  | 52.14 |

## Сусідні гміни
Гміна Устроне-Морське межує з такими гмінами: Бендзіно, Диґово, Колобжеґ, Колобжеґ.